# Пеце дела Ређина (Козенца)
Пеце дела Ређина је насеље у Италији у округу Козенца, региону Калабрија.
Према процени из 2011. у насељу је живело 211 становника. Насеље се налази на надморској висини од 234 м.